# Donner Memorial
De Donner Memorial was een schaaktoernooi in Amsterdam dat jaarlijks werd gehouden van 1994 tot en met 1996. Het toernooi was een eerbetoon aan Jan Hein Donner. Plaats waar het toernooi gehouden werd was de Amsterdamse RAI.

## Geschiedenis
Vanaf de jaren 60 werden in Amsterdam prestigieuze schaaktoernooien gehouden. Zo vond het IBM-toernooi jaarlijks tussen 1961 en 1981 plaats. Het IBM-toernooi werd opgevolgd door het OHRA-schaaktoernooi (1982-1990). Tussen 1987 en 1996 werd ook het VSB-toernooi georganiseerd.
In 1994 werd de eerste Donner Memorial georganiseerd als eerbetoon aan de in 1988 overleden schaker Jan Hein Donner, een van de sterkste spelers die Nederland ooit gekend heeft. Het toernooi kende toen twee invitatiegroepen: een A-groep en een B-groep. In de A-groep speelden nationale en internationale toppers. In de B-groep werden voormalig tegenstanders van Donner geplaatst, onder wie Dragoljub Velimirovic, Bent Larsen, David Bronstein, Hans Ree en Vasili Smyslov. De edities van 1995 en 1996 kenden uitsluitend een A-groep.
Tijdens de Donner Memorial werd ook een Open Toernooi georganiseerd (soms ook de Dutch Open genoemd). De winnaar van dat toernooi mocht zich Open Nederlands Kampioen Schaken noemen en had het recht om het jaar erop deel te nemen in de A-groep.
De organisatie lag in handen van de Stichting Bevordering Schaaksport Nederland. De kosten werd betaald door een private geldschieter, die het toernooi voor drie jaar had gegarandeerd. 
Na de derde editie trok de private geldschieter zich terug, en waren er geen commerciële partijen die de sponsoring op zich wilden nemen. Het toernooi verdween zo na drie edities weer van de schaakkalender.

## Uitslagen

### 1994[1]
| Toernooi             | Goud                                                 | Zilver                                               | Brons |
| Donner Memorial A    | Jeroen Piket, Michael Adams, Artoer Joesoepov        | Jeroen Piket, Michael Adams, Artoer Joesoepov        | Jeroen Piket, Michael Adams, Artoer Joesoepov                                                                      |
| Donner Memorial B    | Wolfgang Unzicker, Vasili Smyslov, Svetozar Gligorić | Wolfgang Unzicker, Vasili Smyslov, Svetozar Gligorić | Wolfgang Unzicker, Vasili Smyslov, Svetozar Gligorić                                                               |
| Open Donner Memorial | Alexander Huzman                                     | Julian Hodgson                                       | John van der Wiel, Loek van Wely, Manuel Bosboom, Raset Ziatdinov, Rongguang Ye, Friso Nijboer en Alik Vydeslaver. |

### 1995[2]
| Toernooi             | Goud                            | Zilver                          | Brons         |
| Donner Memorial      | Jan Timman, Julio Granda Zúñiga | Jan Timman, Julio Granda Zúñiga | Judith Polgar |
| Open Donner Memorial | Julian Hodgson                  | Onbekend                        | Onbekend      |

### 1996[3]
| Toernooi             | Goud                                  | Zilver                                | Brons                                      |
| Donner Memorial      | Julio Granda Zúñiga, Vasyl Ivantsjoek | Julio Granda Zúñiga, Vasyl Ivantsjoek | Nick de Firmian, Gata Kamsky, Jeroen Piket |
| Open Donner Memorial | Đào Thiên Hải                         | Onbekend                              | Onbekend                                   |